# Archäologischer Fundplatz bei Font des Molins de Son Sard

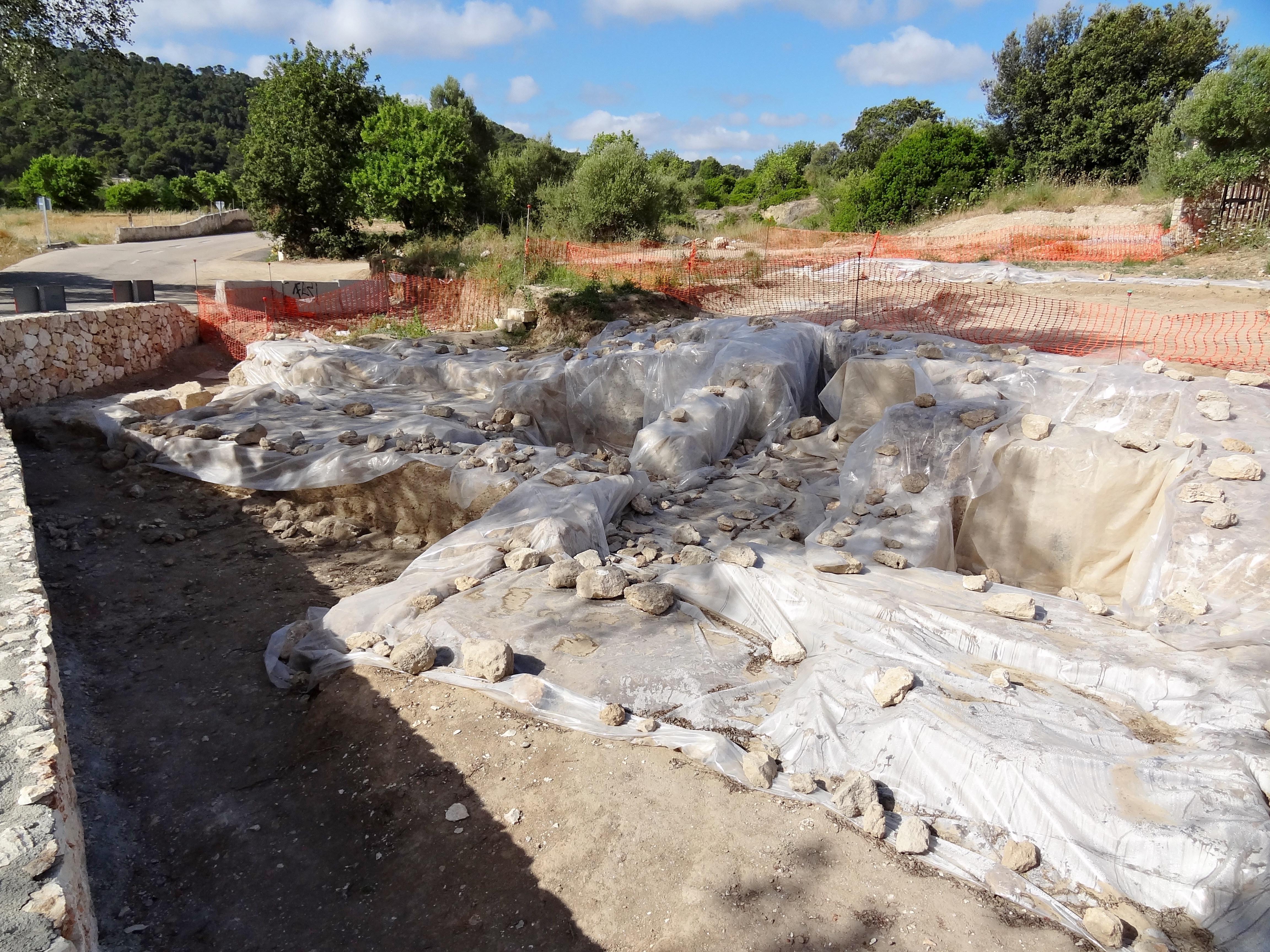
Abgedeckte Ausgrabungsstätte neben der Straße

Der archäologische Fundplatz bei Font des Molins de Son Sard (auch Villa romana de Son Sard ‚Römische Villa von Son Sard‘) bezeichnet eine Ausgrabungsstätte von Bauwerksresten aus der Spätzeit des Römischen Reiches auf der spanischen Baleareninsel Mallorca. Der Anfang 2012 bei Bauarbeiten an der Landstraße MA-4034 entdeckte Fundplatz liegt nahe der Ostküste der Insel in der Gemeinde Son Servera. Das betreffende Gebiet war bereits vorher auf Grund vereinzelter keramischer Oberflächenfunde aus römischer und islamischer Zeit (123 v. Chr. bis 1229 n. Chr.) unter der Inventarnummer 49/08 der archäologischen Stätten auf Mallorca unter Schutz gestellt worden.

## Lage
Die Ausgrabungsstätte befindet sich auf der Parcel·la 75b des Poligon 5 (Flurstück 75b, Flur 5) des Gemeindegebiets an der Westseite der Landstraße MA-4034, die zum etwa zwei Kilometer südwestlich gelegenen Gemeindesitz, dem Ort Son Servera, führt. Fünfzig Meter nordöstlich des Fundortes endet die Straße an der Einmündung zu den Landstraßen MA-4032 nach Port Vell und MA-4033 in Richtung Artà. Vorher überquert die MA-4034 den Torrent de Xiclatí, einen Sturzbach (katalanisch Torrent), dessen Bett meist trocken liegt und der nach Südosten über den Torrent Nou bei Port Nou ins Mittelmeer mündet. Der Torrent de Xiclatí wird nach den mittelalterlichen Resten einer Wassermühle am Rande des Baches bei Son Sard auch Torrent de sa Font des Molins genannt. Da der Fundort unmittelbar neben dem Westufer des Torrents nahe der ehemaligen Wassermühle liegt, ist zurzeit der Name Font des Molins (hoch-katalanisch Font dels Molins ‚Mühlenquelle‘) zur Lagebeschreibung der Ausgrabungsstätte im Bereich des Gebiets des Landgutes Son Sard in Gebrauch.

## Beschreibung

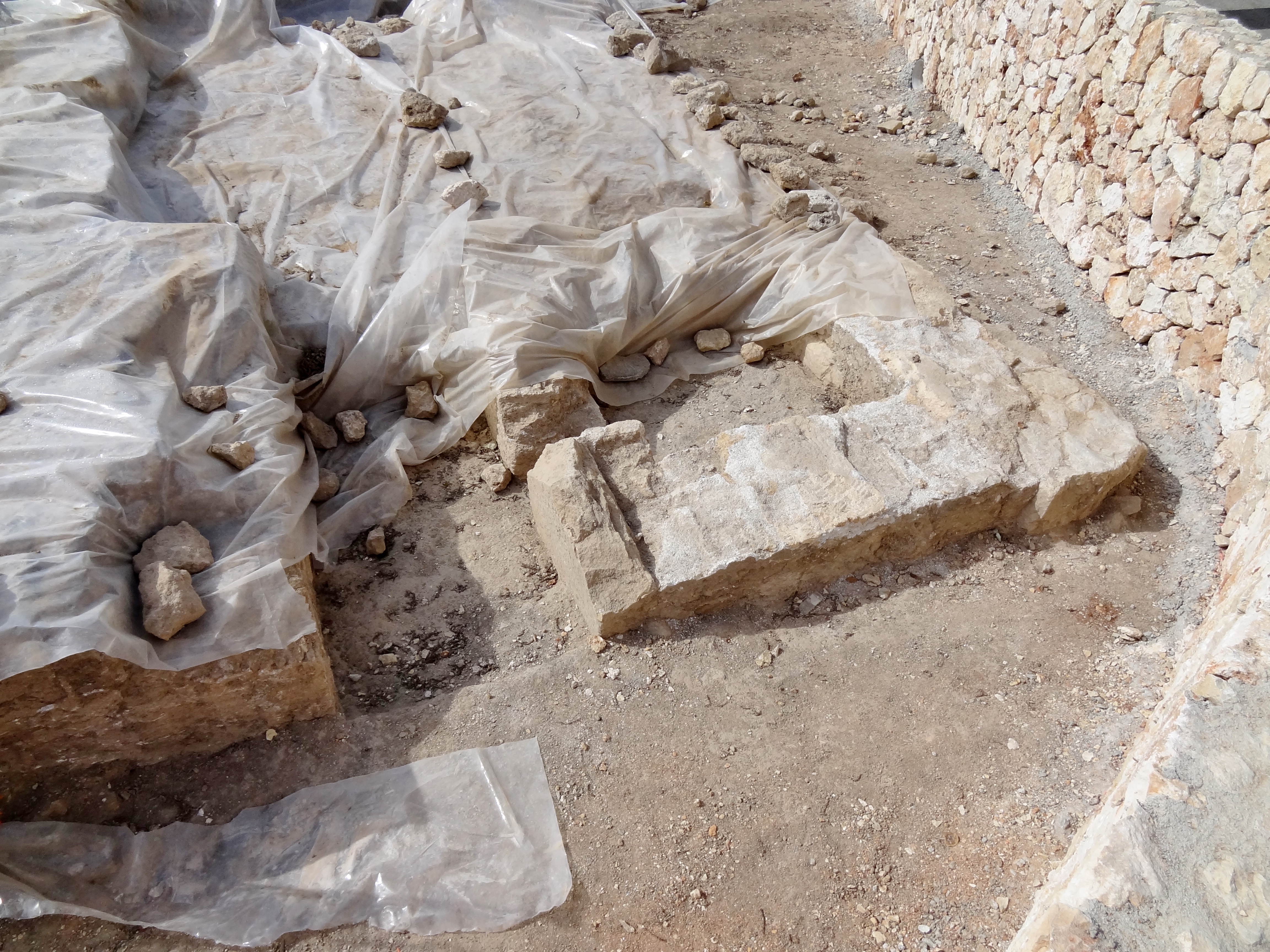
Mauerreste aus spätrömischer Zeit

Die archäologische Stätte wurden beim Erdaushub für den Bau eines Radweges neben der Landstraße entdeckt. Nach Freilegung der Gebäudereste errichtete man zum Schutz des Fundortes eine Mauer zwischen Straße und Ausgrabungsstätte. Die Fahrbahn der Straße wurde dafür auf eine Fahrspur verengt. Die freigelegten antiken Mauern sind rechtwinklig zueinander angeordnet und werden mittels Kalkmörtel zusammengehalten. Zwischen ihnen fanden sich Fragmente von Keramik, Glas und Dachziegeln (tegulae). Die Datierung der Funde auf das 5. bis 6. Jahrhundert ist vorläufig und muss im Verlauf der Ausgrabungen noch konkretisiert werden. Angesichts der wenigen römischen Hinterlassenschaften auf der Insel, wie den Resten der Stadt Pollentia oder der Basilika von Son Peretó bei Manacor, schätzt die Ausgrabungsleiterin Beatriz Palomar den Fundort in der Gemeinde Son Servera als einzigartiges historisches Erbe, „vielleicht einzigartig auf Mallorca“ ein.

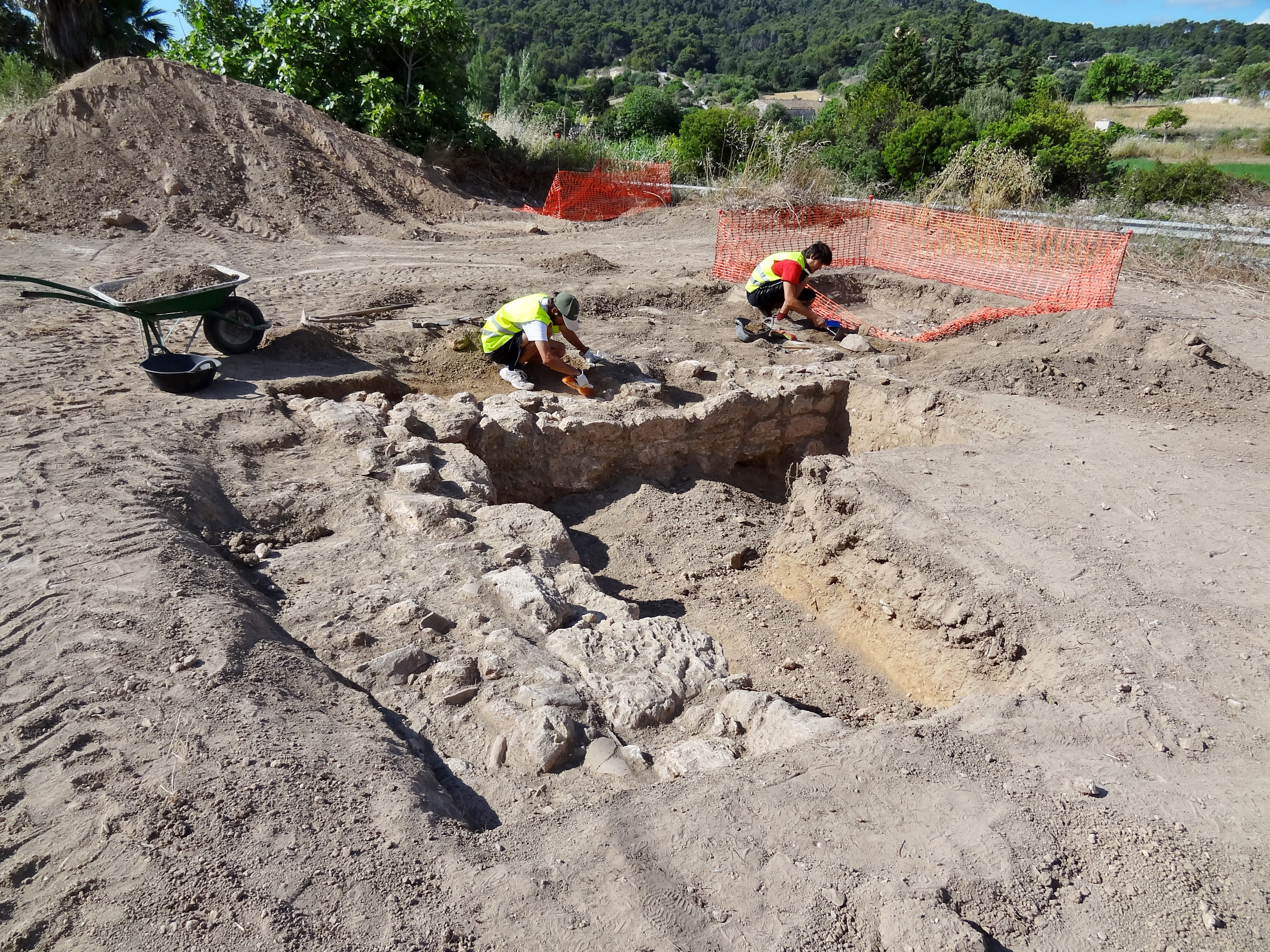
Grabung an der Straße nach Port Vell

Anfang Juni 2012 wurden etwa 60 Meter östlich des eigentlichen Fundortes, auf der anderen Seite des Torrent de Xiclatí, Sondierungsgrabungen auf den Parcel·les 19/20 des Poligon 18 an der Landstraße MA-4032 nach Port Vell vorgenommen. Beatriz Palomar geht davon aus, dass es sich bei den bisher gefundenen Gebäuderesten nicht um Einzelgebäude handelte, sondern sich bei Son Sard eine Stadt von beachtlichen Ausmaßen befunden haben könnte. Die finanziellen Mittel für weitere Grabungen wurden vom Gemeinderat bei der balearischen Regierung bereits beantragt. Die Archäologen hoffen auf Funde weiterer Häuser, möglicherweise eines Friedhofs oder einer Basilika, wie der etwa aus demselben Zeitraum stammenden frühchristlichen Basilika von Son Peretó, deren Funde im Historischen Museum von Manacor ausgestellt sind. Im Jahr 2013 war die Ausgrabungsstätte bei Font des Molins de Son Sard wieder mit Erde abgedeckt.